# سوداگران (فیلم ۲۰۰۲)
سوداگران یا سلام بر شما مادر (به هندی: Maa Tujhhe Salaam) فیلمی هندی محصول سال ۲۰۰۲ و به کارگردانی تینو ورما است. در این فیلم بازیگرانی همچون سانی دئول، تابو، ارباز خان، شارات ساکسنا، ایندر کومار و مالایکا آرورا ایفای نقش کرده‌اند.